# Кастело ди Ростино
Кастело ди Ростино (фр. Castello-di-Rostino) насеље је и општина у Француској у региону Корзика, у департману Горња Корзика која припада префектури Кор.
По подацима из 2011. године у општини је живело 409 становника, а густина насељености је износила 32,98 становника/km². Општина се простире на површини од 12,4 km². Налази се на средњој надморској висини од 4005 метара (максималној 1.200 m, а минималној 134 m).

## Демографија
| 1962. | 1968. | 1975. | 1982. | 1990. | 1999. | 2011. |
| ----- | ----- | ----- | ----- | ----- | ----- | ----- |
| 303   | 320   | 286   | 274   | 252   | 277   | 409   |

График промене броја становника у току последњих година